# Lenkerville
 (août 2025).
Lenkerville est une census-designated place située dans le comté du Dauphin, dans l’État de Pennsylvanie, aux États-Unis. Lors du recensement de 2020, elle compte 504 habitants.